# August Friedrich Schweigger
August Friedrich Schweigger (Erlangen, 8 de septiembre de 1783 - Girgenti, Sicilia, 28 de junio de 1821) fue un médico y naturalista alemán.

## Biografía
Era hermano del físico Johann Salomon Christoph Schweigger (1779-1857).
August Friedrich hace sus estudios de medicina y de historia natural en Erlangen y obtiene su doctorado en 1804. Se instala en Berlín para, en 1806 trasladarse a París. Luego en Prusia, en 1809, es nombrado profesor de botánica y de medicina en la Universidad de Königsberg. Allí funda un jardín botánico.
Realiza con frecuencia viajes por Europe a fin de estudiar la fauna y la flora. Es asesinado, en uno de sus viajes en Sicilia, por su guía, no lejos de la Ermita de Quesquina.
Además de investigaciones botánicas, hizo importantes trabajos sobre las tortugas Testudines y en corales. Mas la clasificación que usa en estos últimos es vivamente criticada por Henri Marie Ducrotay de Blainville (1777-1850) : veo que [el sistema de Schweigger] no es confiable para establecer sobre las principales convenciones ; eso conduce a su autor a hacer aproximaciones [sic] muy poco natureles.

## Alguna publicaciones
- 1804-1811. Specimen Floræ Erlangensis

- 1809. Kranken- und Armenanstalten in Paris. Bayreuth: Lübeck

- 1812. Prodromus Monographia Cheloniorum auctore Schweigger. Königsberg. Arch. Naturwiss. Mathem. 1: 271-368, 406-458

- 1812. Einige Worte über Classification der Thiere (Tratado sobre la clasificación de animales)

- 1814. Prodromi monographiæ cheloniorum sectio prima et sectio secunda

- 1819. Nachrichten über den botanischen Garten zu Königsberg

- 1819. Beobachtungen auf naturhistorischen Reisen. Anatomisch-physiologische Untersuchungen über Corallen

- 1820. De plantarum classifcatione naturali

- 1820. Handbuch der Naturgeschichte der skeletlosen ungegliederten Thiere

- 1821. De plantarum classificatione naturalis

- 2008. "The Life and Herpetological Contributions of August Friedrich Schweigger" (en inglés) Soc. for the Study of Amphibians & Reptiles[1]

## Honores

### Eponimia
Género
- (Violaceae) Schweiggeria Spreng.[2]

Especies
- (Ranunculaceae) Thalictrum schweiggeri Spreng.[3]